# Дан Републике (Југославија)
Дан Републике је био државни празник у Социјалистичкој Федеративној Републици Југославији (СФРЈ) и Савезној Републици Југославији (СРЈ) који се од 1944. до 2002. прослављао 29. новембра.
Председништво АВНОЈ-а донело је 28. новембра 1944. одлуку да се 29. новембар, у знак сећања на Друго заседање АВНОЈ-а одржано 29. новембра 1943. у Јајцу, на коме су делегати Антифашистичког већа народног ослобођења Југославије (АВНОЈ) донело одлуку да се Нова Југославија изгради на федералном принципу. На другу годишњицу заседања АВНОЈ, 29. новембра 1945. у Београду је одржана заједничка седница оба дома Уставотворне скупштине ДФЈ на којој је усвојена Деклерација о проглашењу Федеративне Народне Републике Југославије чиме је Југославија и званично престала да буде монархија и постала федерална република. Годину дана касније, 2. новембра 1946. Народна скупштина ФНРЈ је потврдила одлуку АВНОЈ о успостављању 29. новембра за празник и донела Закон о установљењу 29. новембра за државни празник, који је обележавао годишњице — Другог заседања АВНОЈ из 1943. и одлуку и Уставотворне скупштине из 1945. године.
Након распада СФРЈ, Дан Републике је наставио да се обележава у новоформираној Савезној Републици Југославији, коју су чиниле Србија и Црна Гора, док су остале југословенске републике, након осамостаљења од СФРЈ установиле друге празнике. Доношењем Закона о државним празницима Савезне Републике Југославије, који је 26. јуна 1997. усвојила Савезна Скупштина СРЈ Дан републике уврштен је у празнике СРЈ, али само у знак сећања на одлуку Уставотворне скупштине ДФЈ о проглашењу републике. Након политичких промена, октобра 2000. празник је најпре маргинализован, али обележен 29. новембра 2000. и 2001, а потом и формално укинут одлуком Већа грађана Савезне скупштине 19. новембра 2002. године.